# 第26回AAA世界野球選手権大会日本代表
第26回18U野球ワールドカップ日本代表は、2013年8月30日から9月8日までの期間に開催された、第26回18U野球ワールドカップに参加する18歳以下の野球日本代表である。指揮官は大阪桐蔭（大阪）監督の西谷浩一。

## 概要
第25回大会に引き続き2大会連続での参加となる。ただし今回は国際野球連盟の国際大会再編に伴い、偶数年開催から奇数年開催に変更された影響で2年連続での開催となったため、アジア予選はなく、第25回大会出場国を中心とした招待により開催される。
ユニフォームは2013 ワールド・ベースボール・クラシック日本代表モデルを使用。

## 代表メンバー
| 位置   | No. | 氏名     | 学校         | 年齢 学年 |
| ------ | --- | -------- | ------------ | --------- |
| 監督   | 21  | 西谷浩一 | 大阪桐蔭     | 43歳      |
| コーチ | 22  | 仲井宗基 | 八戸学院光星 | 43歳      |
| コーチ | 23  | 島田達二 | 高知         | 41歳      |
| 投手   | 1   | 飯田晴海 | 常総学院     | 3年       |
| 投手   | 2   | 松井裕樹 | 桐光学園     | 3年       |
| 投手   | 3   | 山岡泰輔 | 瀬戸内       | 3年       |
| 投手   | 4   | 田口麗斗 | 広島新庄     | 3年       |
| 投手   | 5   | 高橋由弥 | 岩国商業     | 3年       |
| 投手   | 6   | 髙橋光成 | 前橋育英     | 2年       |
| 投手   | 7   | 安樂智大 | 済美         | 2年       |
| 捕手   | 8   | 内田靖人 | 常総学院     | 3年       |
| 捕手   | 9   | 若月健矢 | 花咲徳栄     | 3年       |
| 捕手   | 10  | 森友哉   | 大阪桐蔭     | 3年       |
| 内野手 | 11  | 園部聡   | 聖光学院     | 3年       |
| 内野手 | 12  | 逸﨑友誠 | 明徳義塾     | 3年       |
| 内野手 | 13  | 奥村展征 | 日本大学山形 | 3年       |
| 内野手 | 14  | 熊谷敬宥 | 仙台育英学園 | 3年       |
| 内野手 | 15  | 竹村春樹 | 浦和学院     | 3年       |
| 内野手 | 16  | 渡邉諒   | 東海大学甲府 | 3年       |
| 外野手 | 17  | 森龍馬   | 日本大学第三 | 3年       |
| 外野手 | 18  | 吉田雄人 | 北照         | 3年       |
| 外野手 | 19  | 上林誠知 | 仙台育英学園 | 3年       |
| 外野手 | 20  | 岩重章仁 | 延岡学園     | 3年       |

## 試合結果
| ラウンド    | 対戦相手             | 結果     | 備考        |
| ----------- | -------------------- | -------- | ----------- |
| 第1ラウンド | チャイニーズタイペイ | ○ 4 - 1  |             |
| 第1ラウンド | メキシコ             | ○ 11 - 0 | 7回コールド |
| 第1ラウンド | ベネズエラ           | ○ 7 - 0  |             |
| 第1ラウンド | チェコ               | ○ 15 - 0 | 6回コールド |
| 第1ラウンド | カナダ               | ○ 7 - 5  |             |
| 第2ラウンド | 韓国                 | ○ 10 - 0 | 7回コールド |
| 第2ラウンド | キューバ             | ○ 10 - 0 | 8回コールド |
| 第2ラウンド | アメリカ合衆国       | ● 4 - 10 |             |
| 決勝        | アメリカ合衆国       | ● 2 - 3  |             |